# Alebroides nigroscutellatus
Alebroides nigroscutellatus är en insektsart som först beskrevs av William Lucas Distant 1918.  Alebroides nigroscutellatus ingår i släktet Alebroides och familjen dvärgstritar. Inga underarter finns listade i Catalogue of Life.